# Space Ace
 (octobre 2019).
Si vous disposez d'ouvrages ou d'articles de référence ou si vous connaissez des sites web de qualité traitant du thème abordé ici, merci de compléter l'article en donnant les références utiles à sa vérifiabilité et en les liant à la section « Notes et références ».
Space Ace est un jeu vidéo développé par Advanced Microcomputer Systems et sorti en 1984 sur borne d'arcade. Basé sur le même principe que Dragon's Lair, réalisé lui aussi par Don Bluth commercialisé quatre mois plus tôt, il prend la forme d'un dessin animé interactif.
Le jeu est porté vers 1989 vers d'autres systèmes, dont 3DO, Amiga, Atari ST, CD-I, DOS, Jaguar CD, Super Nintendo, Mega-CD
Il a plus récemment sur le iPhone d'Apple.